# دانته دی ماسو
دانته دی ماسو (انگلیسی: Dante Di Maso; ۲۳ ژوئیهٔ ۱۹۲۴ – 2005 (aged 81)) بازیکن فوتبال اهل ایتالیا بود.
از باشگاه‌هایی که در آن بازی کرده‌است می‌توان به باشگاه فوتبال پالرمو اشاره کرد.